# 阿拜州
阿拜州是哈萨克斯坦的一个州，首府为塞梅伊（旧称謝米巴拉金斯克）。1997年被东哈萨克斯坦州合并的塞米巴拉金斯克州与阿拜州辖境几乎一致。該州以哈薩克著名詩人阿拜·庫南拜吾勒命名。
2022年5月4日，哈萨克斯坦总统托卡耶夫签署关于设立新行政区划的总统令，命令从东哈萨克斯坦州析设阿拜州，自6月8日起生效。